# (5110) Belgirate
(5110) Belgirate es un asteroide perteneciente al cinturón de asteroides, descubierto el 19 de septiembre de 1987 por Edward Bowell desde la Estación Anderson Mesa (condado de Coconino, cerca de Flagstaff, Arizona, Estados Unidos).

## Designación y nombre
Designado provisionalmente como 1987 SV. Fue nombrado Belgirate en homenaje al acogedor municipio italiano ubicado en la orilla occidental del Lago Mayor, con motivo del primer Simposio de la UAI, que estaba dedicado a los pequeños cuerpos del sistema solar.

## Características orbitales
Belgirate está situado a una distancia media del Sol de 2,387 ua, pudiendo alejarse hasta 2,649 ua y acercarse hasta 2,124 ua. Su excentricidad es 0,110 y la inclinación orbital 3,811 grados. Emplea 1347,33 días en completar una órbita alrededor del Sol.

## Características físicas
La magnitud absoluta de Belgirate es 12,9.